# Mukunguza
Mukunguza är ett vattendrag i Burundi.   Det ligger i provinsen Cankuzo, i den nordöstra delen av landet, 130 km öster om huvudstaden Bujumbura.
Omgivningarna runt Mukunguza är en mosaik av jordbruksmark och naturlig växtlighet. Runt Mukunguza är det ganska tätbefolkat, med 90 invånare per kvadratkilometer.